# Баллада о маленьком солдате
«Баллада о маленьком солдате» (нем. Ballade vom kleinen Soldaten) — документальный фильм режиссёра Вернера Херцога, вышедший на экраны в 1984 году. Херцог снял ленту совместно со своим другом — фотографом Денисом Райхле.

## Сюжет
Вернер Херцог со своей съёмочной группой прибывает в глухой уголок Никарагуа на границе с Гондурасом, где проживают индейцы мискито. Прежде мискито боролись против режима Сомосы на стороне сандинистов, однако после прихода последних к власти перешли на сторону контрас. Это навлекло на местное население жестокие репрессии со стороны сандинистских властей; в фильме присутствуют многочисленные рассказы очевидцев. Основным источником пополнения для армии мискито являются дети, многие из которых потеряли в войне родных и близких. Как утверждают военные инструкторы контрас, 10-11-летние мальчишки являются прекрасным материалом для воспитания храбрых бойцов и убеждённых антикоммунистов.